# FDJ-Studentensommer

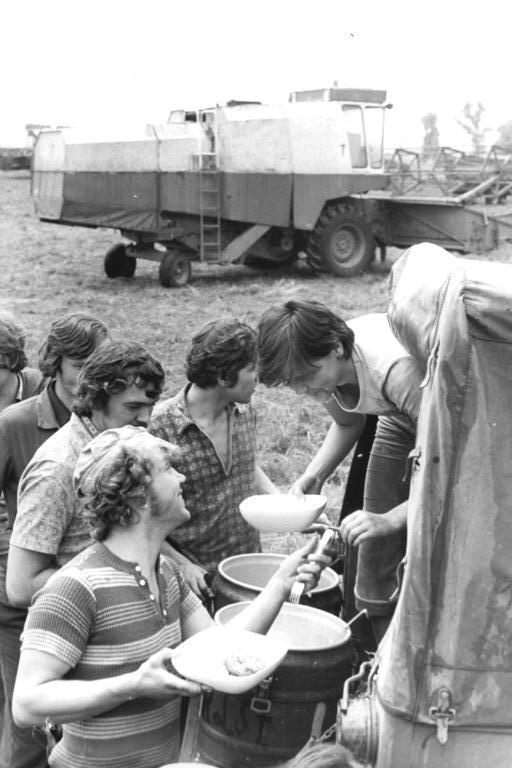
FDJ-Studenten als Erntehelfer im Bezirk Leipzig im August 1978

Der FDJ-Studentensommer war ein seit 1966 von der Freien Deutschen Jugend (FDJ) organisiertes Ferienarbeitsprogramm für Studenten in der DDR.
Die Studenten wurden angehalten, mindestens einmal während ihres Studiums für drei Wochen im Sommer bezahlte Arbeit zu leisten, um dadurch die „Verbindung zur Arbeiterklasse“ zu fördern. Gleichzeitig wirkte man so dem Arbeitskräftemangel in der Haupterntezeit und den Urlaubsmonaten entgegen. Dies war jedoch nur scheinbar freiwillig, denn bei Nichtantritt der Arbeit hatte man mit Konsequenzen wie Ausschluss aus dem Studium zu rechnen.
Der Einsatz der Studenten erfolgte in nahezu allen Wirtschaftsbereichen, insbesondere als Erntehelfer in der Landwirtschaft, beim Kabelgräbenbau bei der Deutschen Reichsbahn, im Braunkohlentagebau und sonstigen Betrieben sowie in anderen Ländern des Ostblocks.